# ニーデルヴィレー
ニーデルヴィレ― （Niderviller)は、フランス、グラン・テスト地域圏、モゼル県のコミューン。ファイアンス焼きで有名である。
歴史的にロレーヌの一部であり、ペイ・ド・サールブールに含まれる。

## 地理
ニーデルヴィレーはサールブールの南東に位置する。県道45号線と96号線が通る。マルヌ・オー・ラン運河も横切っている。

## 由来
- ゲルマン語で『下から』を意味する形容詞niederに、weilerが付け足されたものである[1]。
- Niederwilre (1163年)、Nyderwilre (15世紀)、Nyder-Wuelles (1525年)、Nidersweiller (1594年)[2]、Niderwiller (18世紀)、Nidreviller (1793年)、Niederweiler (1871年-1918年)。
- 類似の地名として、ドイツのニーダーヴァイラー（de:Niederweiler）がある。
- 住民のニックネームはTellerschlecker（ご機嫌取りのおべっか使い）である。

## 歴史
もともとロレーヌ公国の一部だったニーデルヴィレーは、1661年のヴァンセンヌ条約によって、サールブール奉行が治めた他の土地と同様にフランスに割譲された。
かつてキュスティーヌ将軍（1793年に革命のためギロチン刑となる）が所有した、領主の城があった。
サールブール郡があった頃、ニーデルヴィレーには小郡がおかれた。

## 人口統計
2016年時点のコミューン人口は1222人で、2011年時点の人口より2.17%増加した。
| 1962年 | 1968年 | 1975年 | 1982年 | 1990年 | 1999年 | 2006年 | 2016年 |
| ------ | ------ | ------ | ------ | ------ | ------ | ------ | ------ |
| 881    | 898    | 1010   | 1140   | 1072   | 1069   | 1113   | 1222   |

参照元:1962年から1999年までは複数コミューンに住所登録をする者の重複分を除いたもの。それ以降は当該コミューンの人口統計によるもの。1999年までEHESS/Cassini、2006年以降INSEE

## ファイアンス焼き
工場が最初に稼働したのは1735年である。1754年から1756年の大火の後再建（硬質磁器の製造）。19世紀の間より多くの工業生産が進められた。

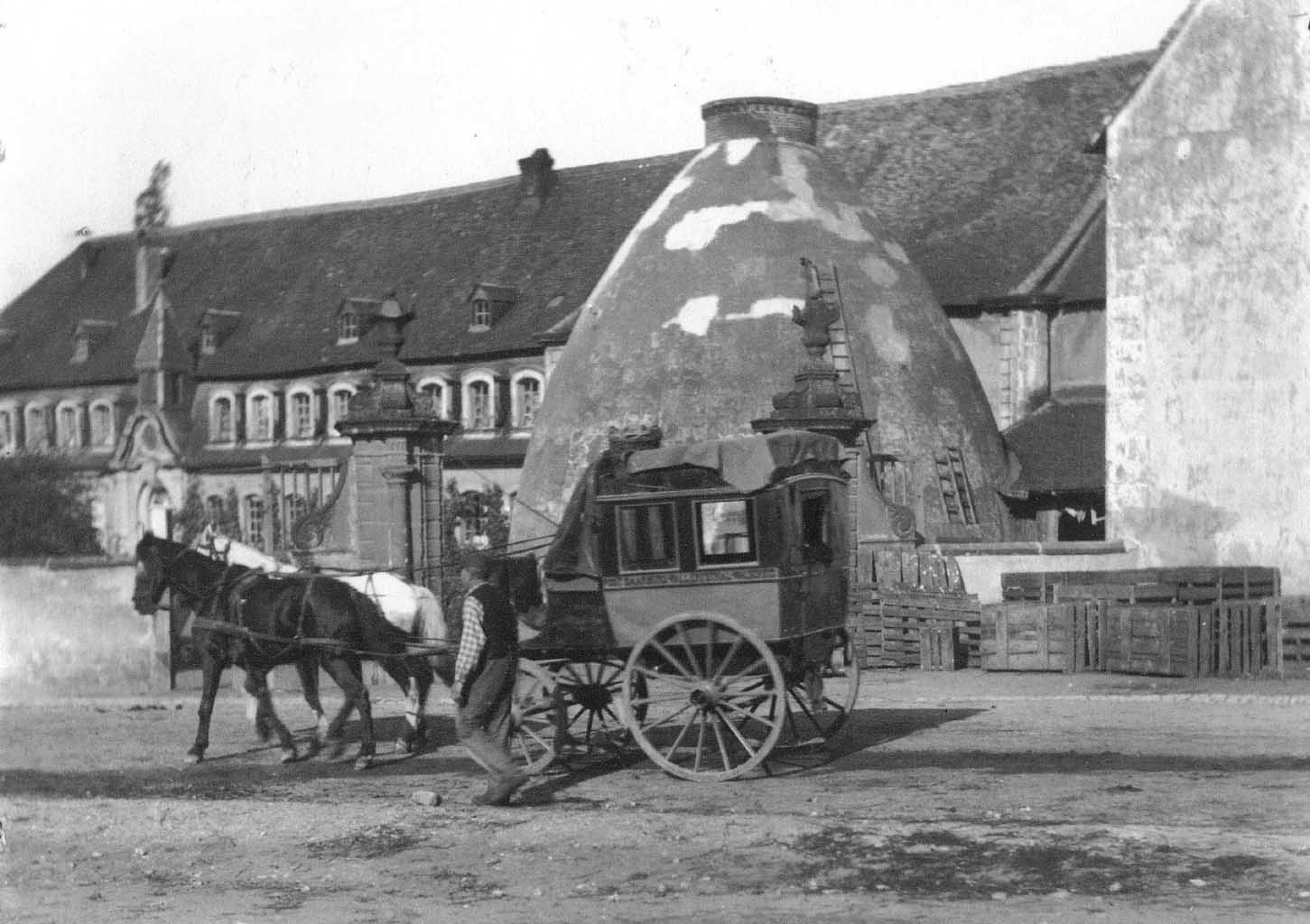
1900年代のニーデルヴィレー窯の入り口
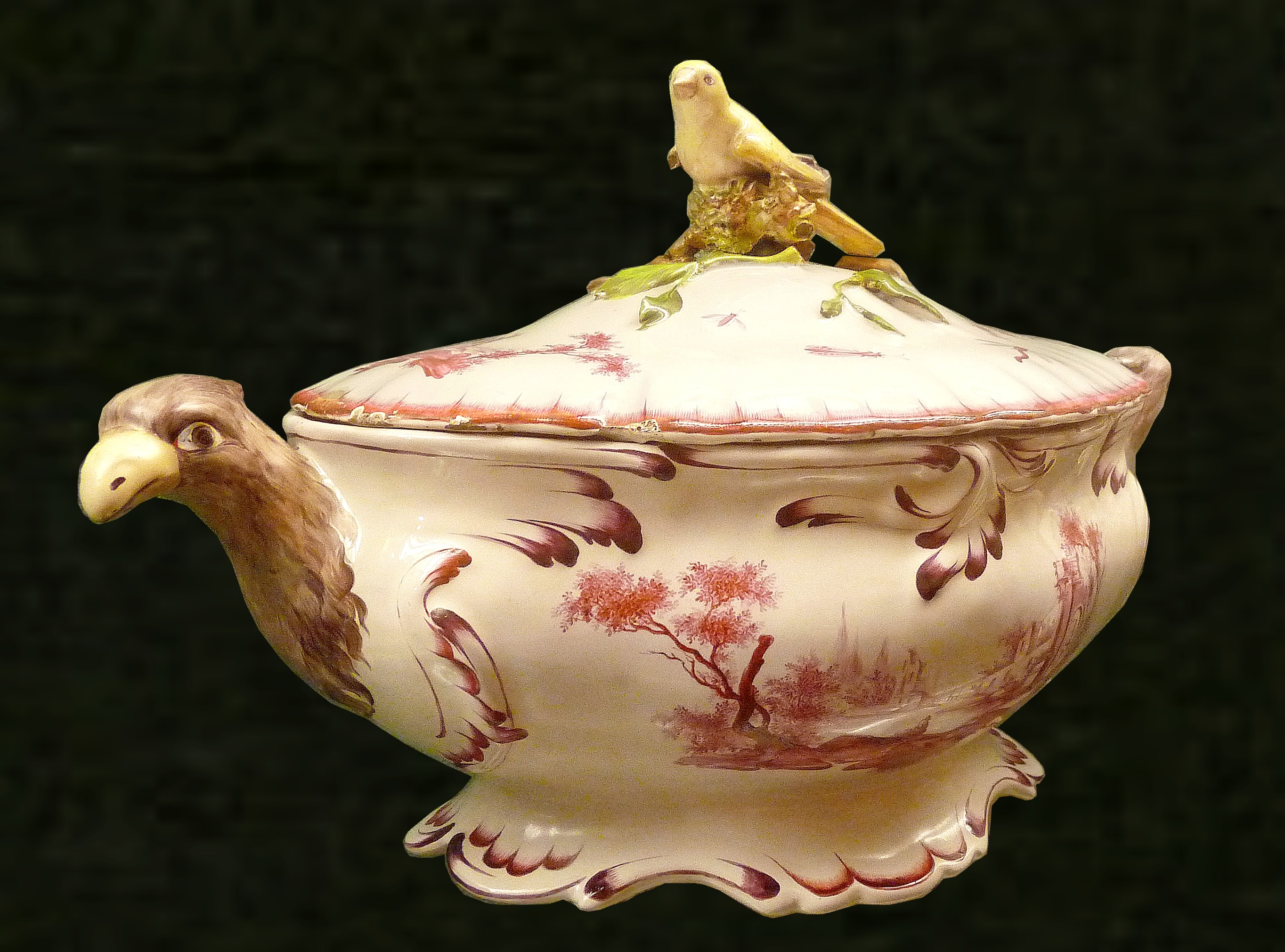
1760年代に製造された、ニーデルヴィレー陶器のテリーヌ皿。本体はピンク色の色合いで描かれ、猛禽類の頭部で飾られている